# عليا جانين
عليا جانين دايلي ويليس (بالإنجليزية: Alia Janine)‏ المعروفة مهنيًا باسم عليا جانين، هي ممثلة كوميدية إباحية أمريكية متقاعدة. ولدت في 12 من نوفمبر سنة 1978 بــ مركز مقاطعة ميلووكي، ولاية ويسكونسن،  الولايات المتحدة.

## روابط خارجية
- عليا جانين على موقع IMDb (الإنجليزية)
- عليا جانين على موقع قاعدة بيانات الفيلم (الإنجليزية)
- عليا جانين على موقع كينوبويسك (الروسية)